# Ļ

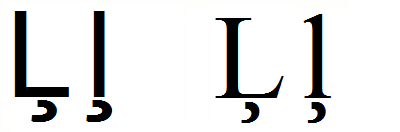
Caracteres de las letras Ļ y ļ

La Ļ (minúscula: ļ ), llamada L cedilla, es un grafema utilizado en la escritura del Idioma marshalés, así como en la escritura letona, Es la letra L con una cedilla.
Por razones técnicas históricas de codificación informática de la L con cedilla, esta se utiliza en la escritura del letón para representar la L con cedilla debajo ‹ l̦ › su cedilla se representa con una línea que se asemeja a una coma debajo en las fuentes adecuadas para Letón.

## Uso

### letón
Los caracteres Unicode de la L con cedilla ‹ ļ › se usan en letón para representar la L con cedilla debajo ‹ l̦ › transcribe la consonante fricativa lateral palatal sonora [ʎ]. Su cedilla parece una coma debajo.

### marshalés
La L cedilla ‹ ļ › se usa en marshalés (en el alfabeto estándar) para representar la consonante fricativa lateral alveolar sonora velarizada / lˠ /. Debido a la falta de fuentes adecuadas, a menudo se muestra como una coma L letona debajo o se reemplaza por una L con macrón debajo.

## Codificación
La L cedilla se puede representar con los siguientes caracteres Unicode:
| forma     | representación | puntos de código | descripción                          |
| --------- | -------------- | ---------------- | ------------------------------------ |
| Mayúscula | Ļ              | U+013B           | letra mayúscula latina l con cedilla |
| minúscula | ļ              | U+013C           | letra minúscula latina l con cedilla |